# II. Péter aragóniai király
II. (Katolikus) Péter (?, 1177 – Muret, 1213. szeptember 12.) aragóniai király 1196-tól haláláig.

## Élete
II. Alfonz legidősebb fiaként született, és édesapja halála után örökölte a trónt. Montpellier-i Máriával kötött 1204-es házassága nagyban kiterjesztette Aragónia hatalmát Franciaország déli részén. Péter, alattvalói heves tiltakozásának ellenére megkoronáztatta magát III. Ince pápával Rómában, és királyságát ugyancsak 1204-ben a Szentszék hűbérbirtokának nyilvánította. Más spanyol uralkodókkal együtt kiemelkedő szerepet játszott a mórok felett Las Navas de Tolosánál aratott győzelemben (1212. július 16.). Hamarosan sógora, VI. Rajmund toulouse-i gróf segítségére sietett a Simon de Monfort kereszteslovag ellen Languedocban vívott küzdelemben. Itt esett el, a muret-i csatában. A trónon fia, I. Jakab követte.